# 格洛斯特的裁縫
《格洛斯特的裁縫》（英語：The Tailor of Gloucester）是碧雅翠絲·波特創作的兒童繪本，於1903年出版。

## 故事簡介
一位窮苦的老裁縫必須在聖誕夜前為市長趕製禮服。某日老裁縫意外將貓抓到的老鼠放走，而貓則將一段縫鈕扣洞絲線藏起來。其後老裁縫生病了，但仍記掛著工作。最終貓因良心不安而歸還那段絲線，而老鼠們則早將老裁縫的工作完成，除了那個失去絲線的鈕扣洞；所以老裁縫能在最後一天輕鬆地完成工作，順利交差。

## 創作背景
碧雅翠絲·波特創作本書的靈感來自於她拜訪住在格洛斯特郡的親戚時所聽聞的故事。而書中市長婚禮的外衣是波特根據維多利亞與艾伯特博物館內一件1780年代的男士背心描繪的:158。

## 改編作品
- 1989年電視電影《格洛斯特的裁縫（英语：The Tailor of Gloucester (film)）》，於英國獨立電視台首播，主角老裁縫由伊恩·霍姆飾演，其餘演員還包括索拉·赫德（英语：Thora Hird）和裘德·洛[3]。

## 外部連結
- The Tailor of Gloucester - 古腾堡计划
- LibriVox中的公有领域有声书《The Tailor of Gloucester》